# Krásnaya Ulka
Krásnaya Ulka (del ruso:  Красная Улька) es un jútor del raión de Maikop en la república de Adiguesia de Rusia. Está situado en la orilla izquierda del río Ulka, 20 km al norte de Tulski y 11 km al nordeste de Maikop, la capital de la república. Tenía 379 habitantes en 2010.
Es centro administrativo del municipio Krasnoulskoye, al que pertenecen asimismo Volni, Grazhdanski, Kalinin, Komintern y Tkachov.